# Frank Erwin Center
Das Frank Erwin Center (voller Name: Frank C. Erwin Jr. Center oder auch UT Erwin Center) ist eine Mehrzweckhalle auf dem Campus der University of Texas at Austin in der US-amerikanischen Stadt Austin, Hauptstadt im Bundesstaat Texas. Aufgrund ihrer runden, trommelartigen Form trägt sie den Spitznamen The Drum (deutsch Die Trommel). Die Halle war, über 45 Jahre bis 2022, die Heimspielstätte der NCAA-College-Basketballmannschaften der Texas Longhorns. Von 2004 bis 2008 wurde sie auch vom Arena-Footballteam der Austin Wranglers aus der Arena Football League (AFL) und der af2 genutzt.

## Geschichte
Die Arena wurde von Ralph Anderson und BW Crain entworfen und kostete 34 Mio. US-Dollar. Die Grundsteinlegung fand im August 1974 statt. Am 29. November 1977 wurde die Halle eröffnet. Dabei trafen die Basketball-Männer der Texas Longhorns auf die Oklahoma Sooners. Am 12. März 1978 fand das erste Konzert in der Arena statt. Der Auftritt von Lawrence Welk war ausverkauft. Zwischen 2001 und 2003 folgte zunächst eine Renovierung und zwei Jahre später wurde die Sportarena erweitert. Neben Sportveranstaltungen wird die Halle auch weiterhin für Konzerte genutzt. So traten hier Künstler und Künstlerinnen sowie Bands wie James Taylor, George Strait, die Scorpions, Bruce Springsteen, ZZ Top, Bee Gees, KISS, Neil Diamond, Paul McCartney, Prince, Radiohead und The Cure auf.
Rund 500 Meter nördlich auf dem Campus wurde ab Dezember 2019 eine neue Heimat für die Basketballer und Basketballerinnen der Uni errichtet. Das 338 Mio. US-Dollar teure  Moody Center, mit 10.000 Plätzen beim Basketball und bis zu 15.000 bei Konzerten, wurde am 20. April 2022, u. a. mit einem Auftritt von Singer/Songwriter John Mayer, eingeweiht.
Nach dem Umzug wird die alte Halle geschlossen und soll abgerissen werden, um Platz für eine Erweiterung der Dell Medical School der University of Texas at Austin zu machen.

## Galerie

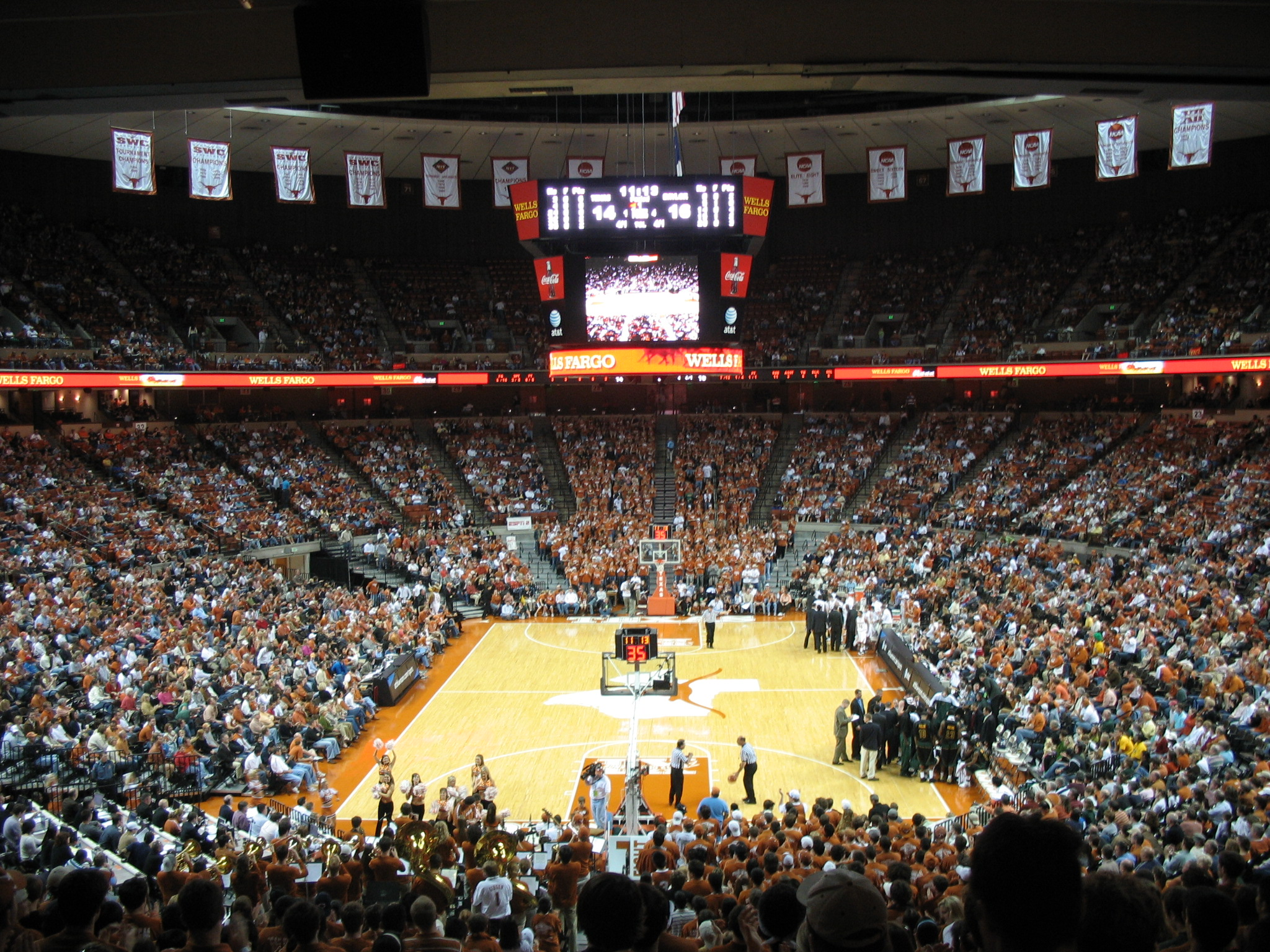
Basketballspiel im Frank Erwin Center der Texas Longhorns gegen die Baylor Bears
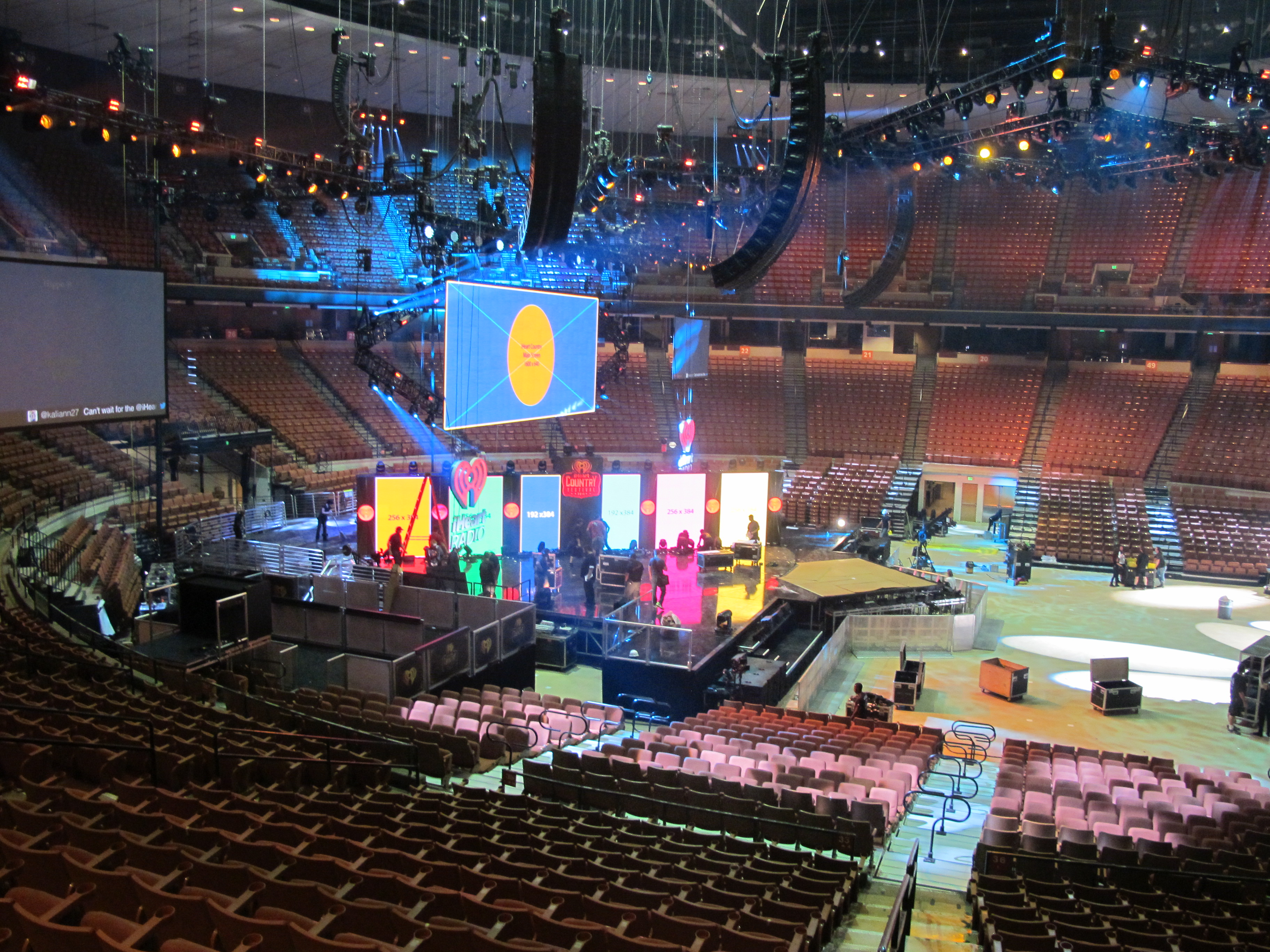
Aufbau für ein Konzert im April 2016